# 28626 Meghanshea
28626 Meghanshea è un asteroide della fascia principale. Scoperto nel 2000, presenta un'orbita caratterizzata da un semiasse maggiore pari a 2,4862771 UA e da un'eccentricità di 0,1178009, inclinata di 5,36645° rispetto all'eclittica.